# 塩水鴨

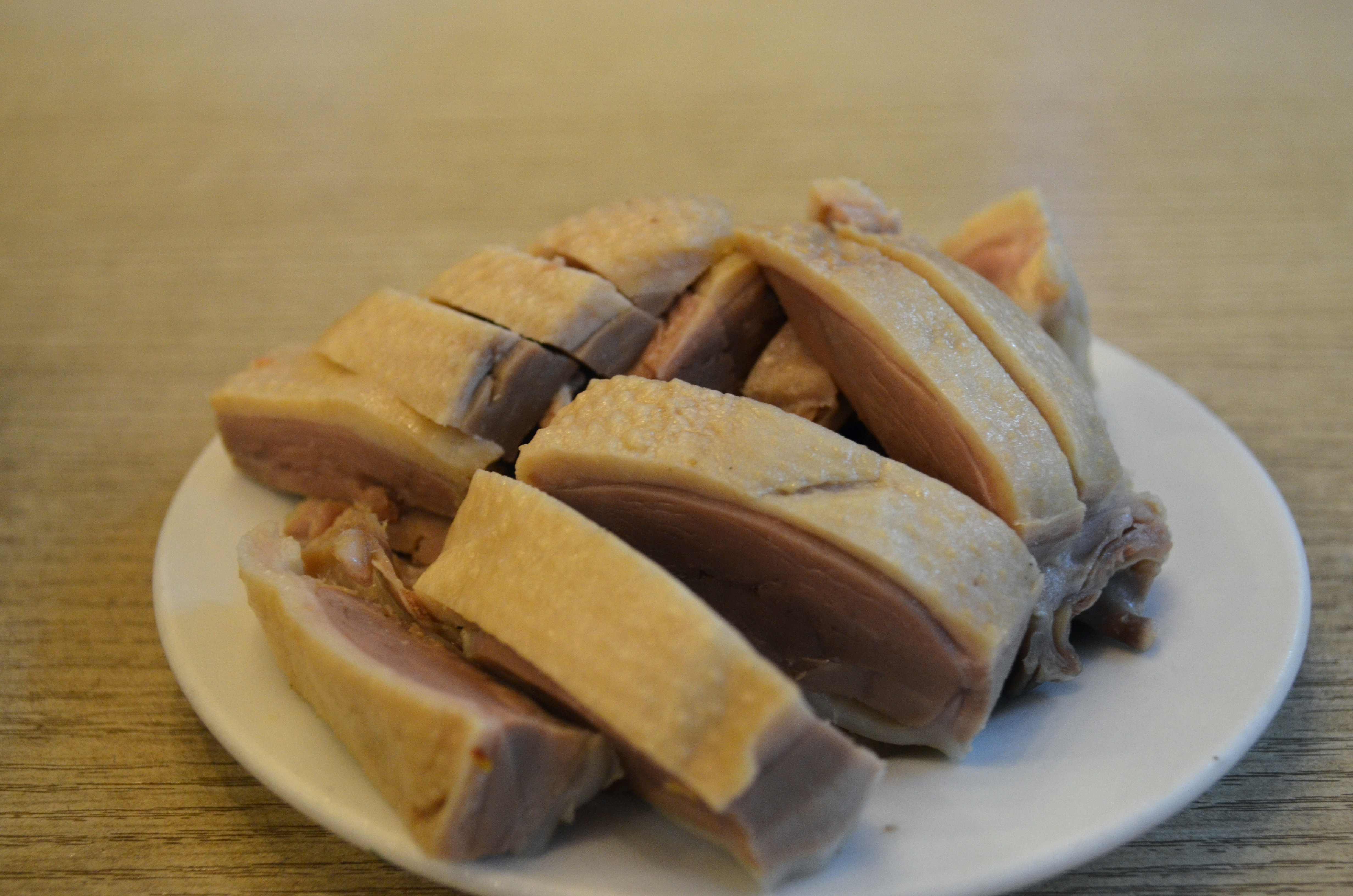
塩水鴨の例

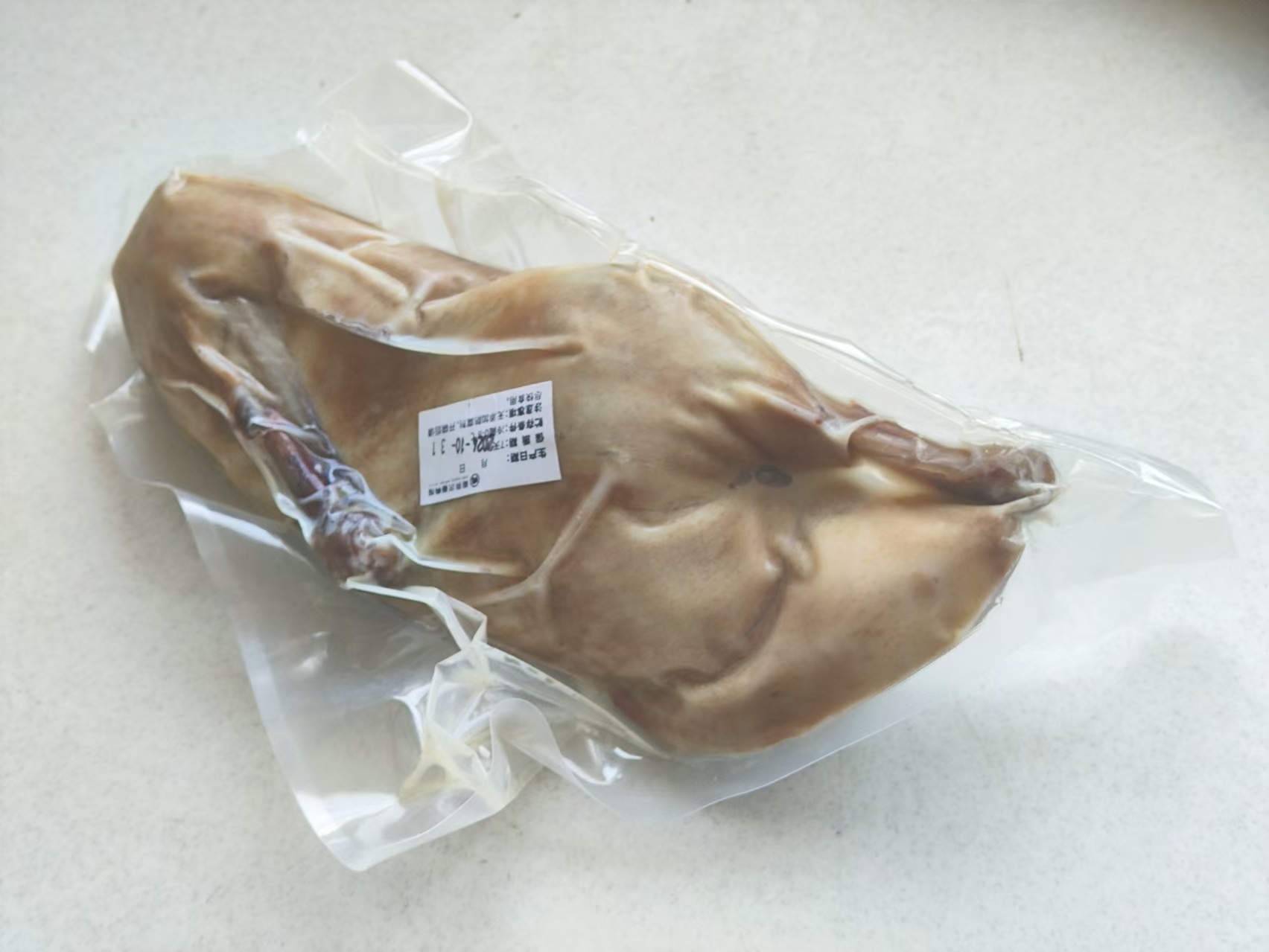
商品化されたもの

塩水鴨（イェンシュウヤ）、南京塩水鴨、金陵塩水鴨とは、中華人民共和国南京市の伝統料理であり、アヒルを使う中華料理の代表の1つ。肉が柔らかく白い色をしていて、塩っぱい食感で香辛料の風味をする。
「金陵」は南京の古い呼び名であり、日本では南京ダックとも呼ばれる。

## 南京ダックと北京ダック
南京周辺では古くからアヒルの飼育が盛んであり、アヒル料理もよく食べられていた。対して、北京は寒冷地ということもあってアヒルの飼育も行われておらず、アヒルを食べる習慣もなかった。
1421年に太宗 永楽帝が明の首都を南京から北京へ遷した際に、南京の食文化が北京の宮廷へもたらされ、アヒル料理の数々が北京に伝わった。しかし、北京ではアヒルの飼育に適した気候ではなかったため、トウモロコシや麦といった高カロリーのものをアヒルに飼料として与えたことで、太って脂肪の多いアヒルとなり、これを北方遊牧民の食文化である「炙り焼き」で調理するようになり、さらには最も美味な部分であるアヒルの皮のみを皇帝に献上されるようになって、北京ダックが出来上がった。